# Martius Andreucci
Martius Andreucci (falecido em 1623) foi um prelado católico romano que serviu como bispo de Trogir (1604-1623).

## Biografia
A 19 de julho de 1604, Martius Andreucci foi nomeado bispo de Trogir durante o papado de Clemente VIII. No dia 8 de agosto de 1604, foi consagrado bispo por Girolamo Bernerio, cardeal-bispo de Albano, com Agostino Quinzio, bispo de Korčula, e Diodato Gentile, bispo de Caserta servindo como co-consagradores. Serviu como bispo de Trogir até à sua morte em 1623.